# Kaspaza-7
Kaspaza-7 (EC 3.4.22.60, CASP-7, ICE-slična apoptotička proteaza 3, ICE-LAP3, apoptotička proteaza Mch-3, Mch3, CMH-1) je enzim. Ovaj enzim katalizuje sledeću hemijsku reakciju
Neophodno je prisustvo Asp ostatka u P1 poziciji. Preferentno dolazi do razlaganja sekvence Asp-Glu-Val-Asp-
Kaspaza-7 je efektor/izvršilac kaspaze, kao što su i kaspaza-3 (EC 3.4.22.56) i kaspaza-6 (EC 3.4.22.59).

## Spoljašnje veze
- Caspase-7 на 